# 梶野竜太郎
梶野 竜太郎（かじの りゅうたろう、1964年4月23日 - ）は、日本の映画監督、タレントプロデューサー。聖徳学園高等学校、中央学院大学卒業。祖父に作家である梶野悳三を持つ。

## 略歴
当初はハドソンにてゲームクリエイターとして活動。数作品にてプランナー、ディレクターを務めた後に宣伝へ移動、桃太郎事業部（桃太郎伝説・桃太郎電鉄）などに所属した。東京国際ファンタスティック映画祭、600秒フィルムフェスティバルにて、2002年に「植物採集」で、泣き部門入選。2003年には「ロボ子のやり方」で、笑い部門グランプリを受賞。
2003年、映画制作団体3to4cinemasの立ち上げに参加。短編映画の監督としてメガホンを握る。過去に漫寅堂に所属しており、まんとらフリーペーパーの編集長を務めたこともある。現在は、映画監督、脚本として活躍中。パイク・プランニングの代表取締役だったが、タンバリンアーティスツ等の事務所を得て現在フリーで、映画監督、脚本、プランニング・プロデュースとして活躍している。
もともとが宣伝部出身ということもあり、コンセプト、ターゲットを考えたプロモーション含めた上映を企画する。「映画館は遊びに来るものだ」と、言い切り、必ず、イベント盛り沢山な企画を持ってくる。『ピョコタン・プロファイル』ではスタンプカードを作り、1人で30回劇場に足を運ばせたり、『魚介類 山岡マイコ』ではアニメ版も制作し、実写版でも出演した岡本信彦と、自分がプロデュースする初原千絵を共演させた。『こたつと、みかんと、ニャー。』では、グラビアアイドルに百合映画を演じさせることにより話題を呼び、連日の立見満席により延長上映が行われた。
『キネマ旬報』でも一部の評論家に評価が高く、『魚介類 山岡マイコ』は年間脚本賞に推された。
また、映画紹介・特撮紹介のTikTokerでもあり、フォロワーは50,000人越え。
現在は映像制作と両立してアイドルグループ “僕らのコミューン”のアソシエイトプロデューサーを受け持っている。

## 作品

### ゲーム
- コブラII 伝説の男：制作進行
- 聖竜伝説モンビット：ディレクション
- アドベンチャークイズ カプコンワールド ハテナ?の大冒険：制作進行
- イースIII：制作進行
- 天外魔境シリーズ
  - 天外魔境II：制作進行、効果音選択
  - 天外魔境ZERO：宣伝
  - 天外魔境 第四の黙示録：宣伝
  - 天外魔境III NAMIDA：プロモーション&セールス
- 桃太郎シリーズ
  - 桃太郎電鉄シリーズ
    - 桃太郎電鉄7：スペシャルサンクス
    - 桃太郎電鉄jr.：スペシャルサンクス
    - 桃太郎電鉄V：桃太郎事業部スタッフ
    - 桃太郎電鉄X：製作管理
    - 桃太郎電鉄11：宣伝
    - 桃太郎電鉄12：宣伝

  - 桃太郎伝説シリーズ
    - 桃太郎伝説：宣伝
    - 桃太郎まつり：製作管理
    - 桃太郎まつり 石川六右衛門の巻：プロダクトマネージャー
- ウェルトオブ・イストリア：広報

### 映画
- 2003 植物採集（東京国際ファンタスティック映画祭2003・デジタルショートアワード600秒「泣き部門」入選・14th RAIN DANCE FILM FESTIVAL（LONDON）正式上映作品）
- 2004 ロボ子のやり方（東京国際ファンタスティック映画祭2004・デジタルショートアワード600秒「笑い部門」グランプリ・第４回 北信濃小布施映画祭 招待作品・CO2映画上映展 第3回フィルム・エキシビジョン in OSAKA 特別上映作品）
- 2005 ジャギュレイター（MANGA EXPO 2007(PARIS)招待作品）
- 2008 ピョコタン・プロファイル　渋谷シアターTSUTAYA、他、大阪、名古屋、パリ（映画祭）にて公開
- 2011 魚介類 山岡マイコ　シネ・リーブル池袋、他、大阪、名古屋、沖縄、夕張（映画祭）、プチョン（韓国／映画祭）にて公開
- 2013 こたつと、みかんと、ニャー　シネマート新宿、夕張（映画祭）にて公開
- 2013 こたつと、みかんと、殺意と、ニャー　2013年11月30日公開

### ショートムービー
- EMOTIONAL RESCUE（TikTok MOVIE）
- パジャマでどうだ！（TikTok MOVIE）
- TRANCER（TikTok MOVIE）
- 君と話したかったんじゃない（TikTok MOVIE）
- アイコとAI子（TikTok MOVIE）

### DVD
- ロボ子のやり方 植物採集／ジャギュレイター（アネック）
- ピョコタン・プロファイル（メディア・マジック・パブリッシング）
- マジカル☆スイッチ 松下美保（メディア・マジック・パブリッシング）
- マジカル☆スイッチ 菊地亜美（メディア・マジック・パブリッシング）
- 魚介類 山岡マイコの友 茹田蟹幸（イーネット・フロンティア）
- 魚介類 山岡マイコ（キュリオスコープ）
- 温泉女子会 ～映画「こたつと、みかんと、ニャー。」メイキング～（サモワール）

### PV
- 「ありがとうを君へ」楽遊アイドル編集部FINDS（監督）

### 漫画（原作・原案）
- ロボ子のやり方（電撃マ王 5月号 掲載）
- 魚介類 小浜セツナ（原案）

### CD
- 「ボンバーマン名曲集&オリジナル・サウンド・トラック」（プロデュース）
- 「天外魔境 第四の黙示録 ヴォーカル・セレクション」（プロモーション・スタッフ）
- 「天外魔境 第四の黙示録 オリジナル・サウンド・トラック」（プロモーション・スタッフ）
- 「桃太郎電鉄 〜SOKOZIKARA〜」（ドラム）(ボーカル：ザ・ピーチボーイズの一員として)
- 「桃太郎電鉄11 ゴールド・サウンズ」（スペシャルサンクス）
- 「戦え!メンタイマン」（作詞・プロデュース）

### ドラマ
- 沖縄テレビ「オバー自慢の爆弾鍋」（制作プロデューサー）

### CM
- 「沖縄食堂 じまんや 那覇店」
- 「ムービードクターNORIKO」チャンネルNECOインフォマーシャル

### 舞台
- 2018/2「ブラックスタジアム」（プレイユニオン７オムニバス）演出・脚本
- 2018/6「ブラックスタジアム -each way-」脚本
- 2018/8「デコガン」（アソートビーンズオムニバス）演出・脚本